# Jacob Brown (Fußballspieler)
Jacob Samuel Brown (* 10. April 1998 in Halifax, West Yorkshire) ist ein schottischer Fußballspieler, der seit August 2023 beim Erstligisten Luton Town unter Vertrag steht.

## Karriere
Der in Halifax, West Yorkshire geborene Jacob Brown entstammt der Nachwuchsabteilung des FC Barnsley, wo er in der Saison 2016/17 erste Eindrücke in der ersten Mannschaft sammelte. Am 22. Oktober 2016 (14. Spieltag) debütierte er beim 2:0-Auswärtssieg gegen den FC Brentford in der zweithöchsten englischen Spielklasse, als er in der Schlussphase für Sam Winnall eingewechselt wurde. In dieser Spielzeit kam er zu zwei Kurzeinsätzen.
Nachdem er in der folgenden Saison 2017/18 bis Januar 2018 in keinem einzigen Ligaspiel berücksichtigt wurde, wechselte er am 31. Januar 2018 auf Leihbasis bis zum Ende der Spielzeit zum FC Chesterfield. Er etablierte sich rasch als Stammspieler, konnte aber in 13 Ligaeinsätzen für die Spireites keine Torbeteiligung sammeln.
Nach seiner Rückkehr zum FC Barnsley, die inzwischen in die dritthöchste englische Spielklasse abgestiegen waren, entwickelte er sich in der Spielzeit 2018/19 zur Stammkraft. Am 29. September 2018 (10. Spieltag) erzielte er beim 3:1-Auswärtssieg gegen Fleetwood Town sein erstes Ligator. Am 12. Dezember 2018 verlängerte er seinen Vertrag bis zum Sommer 2021. Mit acht Toren und sechs Vorlagen in 32 Ligaspielen trug er wesentlich zum Wiederaufstieg in die EFL Championship bei. Ende Mai 2019 wurde er deshalb mit einem neuen Arbeitspapier belohnt und band sich mit diesem bis zum Sommer 2022 an die Tykes.
In der nächsten Saison 2019/20 stach er vor allem als Vorlagengeber heraus, rutschte mit seinem Verein aber bereits früh in den Abstiegskampf. Mit dem neuen Coach Gerhard Struber gelang der Klassenerhalt und Brown beendete die Spielzeit mit drei Toren und zehn Vorlagen.
Am 9. September 2020 schloss er sich dem Ligakonkurrenten Stoke City an.
Im August 2023 wechselte er zum Premier-League-Aufsteiger Luton Town.

### Nationalmannschaft
Im November 2021 gab er sein Debüt für Schottland.

## Erfolge
FC Barnsley
- Aufstieg in die EFL Championship: 2018/19